# Magdalena (Bolivie)
Pour les articles homonymes, voir Magdalena.
Magdalena est une ville et une municipalité de Bolivie, chef-lieu de la province d'Iténez située dans le département du Beni.

## Histoire
Le 22 juillet 1720, le père jésuite Gabriel Ruiz fonde la ville de Nuestra Señora de la Magdalena sur les rives du río Itonamas, avec les tribus Itonamas qui vivaient sur les rives de la rivière. Pendant plus d'un demi-siècle, c'est-à-dire jusqu'à leur expulsion en 1776, la commune est gouvernée par des prêtres, atteignant plus de 6 000 habitants à la fin du XVIIe siècle. Les jésuites établissent un gouvernement théocratique et paternel, dans lequel les indigènes plantaient et récoltaient pour la communauté, tandis que les caciques distribuaient la nourriture en fonction du nombre du noyau familial.

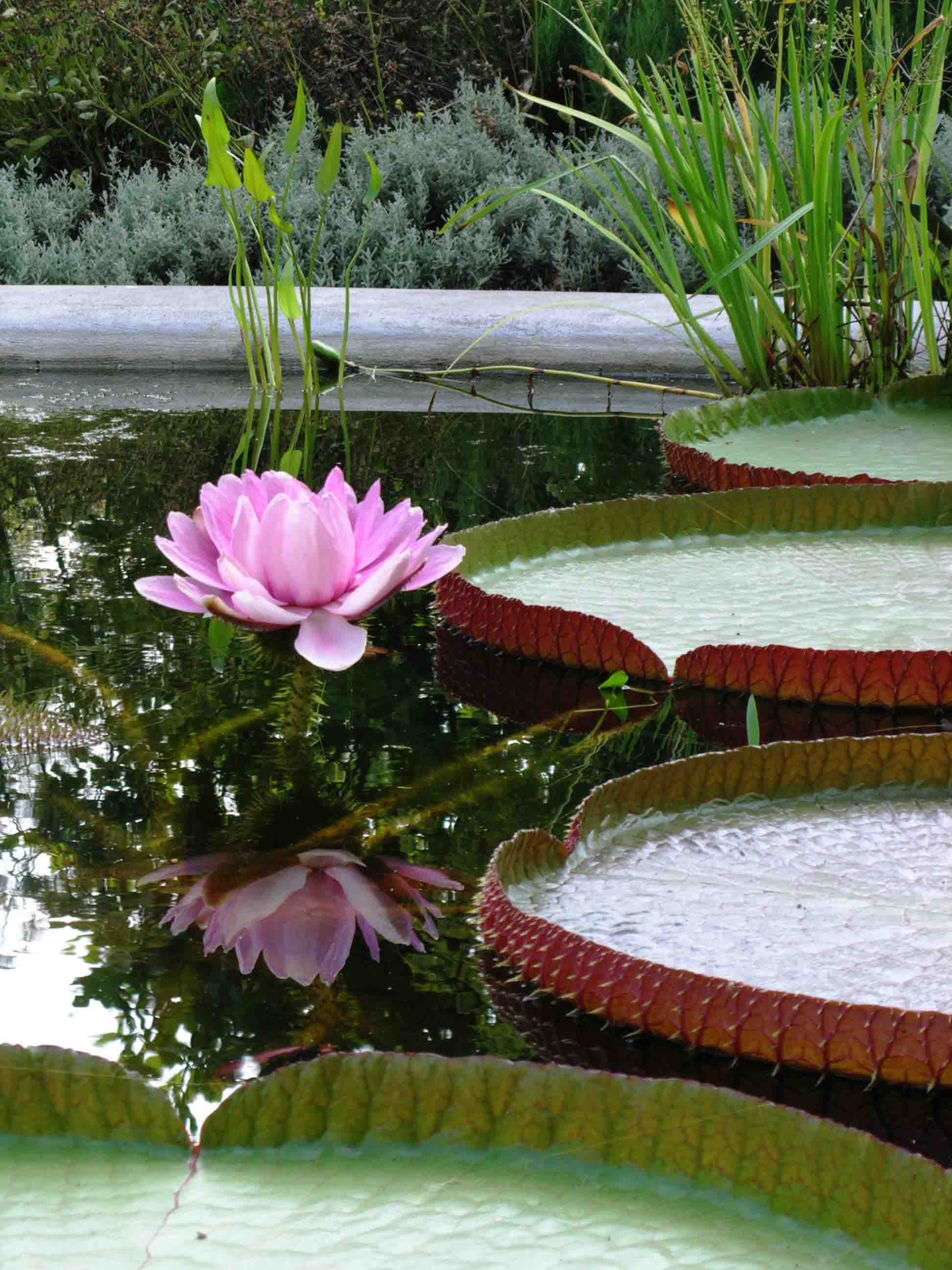
Le nénuphar Victoria Regia.

Par décret suprême, elle reçoit le rang de ville, devenant la capitale de la province d'Iténez. Elle comprendra une vaste zone, au sud de la rivière homonyme, que les Brésiliens appellent río Guaporé et qui constitue du même coup la frontière naturelle entre la Bolivie et le Brésil. Les frontières de la municipalité sont les suivantes : à l'est, elle est limitée par le río Verde ; au sud, par une ligne géodésique, qui partant de l'embouchure du río Tijamuchi, dans le río Mamoré, allait jusqu'au río Verde ; et à l'ouest, par le río Mamoré.
En raison de son importance en tant que centre urbain, en 1843, Magdalena est le siège de la préfecture du département du Beni, c'est-à-dire qu'elle constitue la capitale départementale.

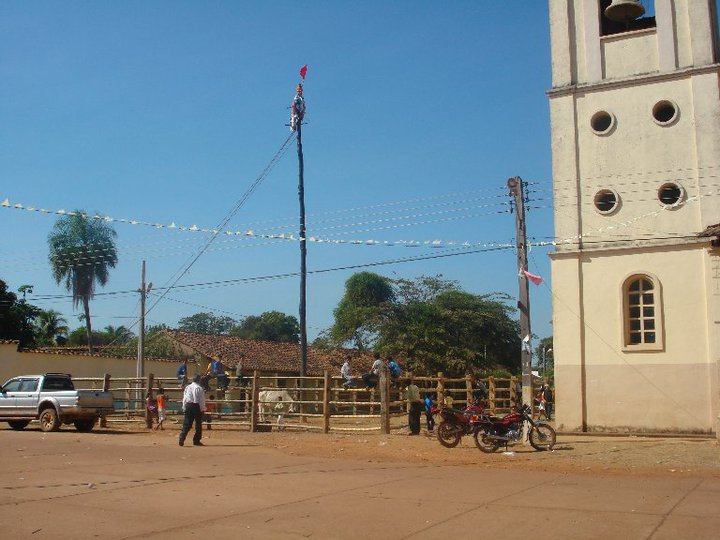
Jocheo de taureaux lors de la fête patronale.

La ville est visitée par Ciro Bayo (es), l'auteur espagnol de Peregrino en Indias, et le naturaliste hongrois-allemand Tadeo Haenke, qui découvrent le lac San Luis, à 65 kilomètres au sud-est de Magdalena. Sur la rive gauche de la rivière San Miguel, ce dernier découvre un nénuphar géant, qu'il nomme le Victoria Regia (Victoria amazonica), en hommage à la reine Victoria d'Angleterre, dont le gouvernement avait payé le voyage de Haenke en Amérique du Sud. Le naturaliste français Alcide d'Orbigny, qui a également visité la Bolivie, a vu la plante dans le fleuve Paraná, près de la frontière argentino-paraguayenne, en 1878. Celle-ci était connue par les Guaranis sous le nom de « yrupe », ce qui signifie « plat d'eau ».
Magdalena est fondée en 1873. L'hôtel de ville est jusqu'en 1944, une grande salle au toit de chaume, qui est acquise en échange d'une autre propriété communale. Lors du gouvernement de Gualberto Villarroel, en 1944, le maire de la ville remodèle l'ancien manoir et donne à la ville un bel édifice, situé sur le trottoir ouest de la plaza Gabriel Ruiz.

## Géographie

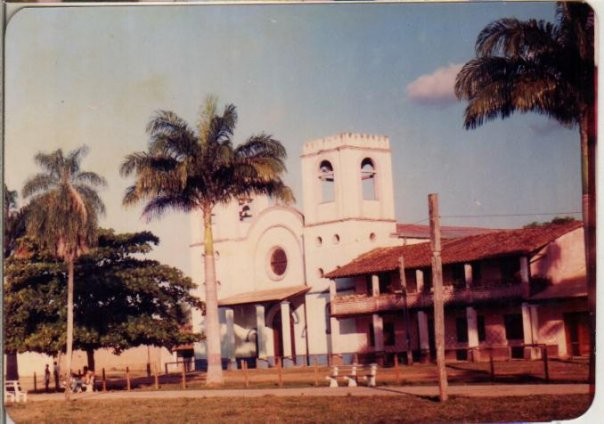
Façade de la cathédrale de Magdalena.

Située au nord-est du pays, dans le département du Beni, à 300 km de la ville de Trinidad, la ville de Magdalena est de surcroît située sur la rive ouest de la rivière Itonomas. La municipalité occupe la partie nord de la province d'Iténez, et est limitrophe à l'est et au sud-est de la municipalité de Baures, au sud-ouest de la municipalité de Huacaraje, à l'ouest des municipalités de San Ramón et San Joaquín de la province de Mamoré, et au nord de la République du Brésil.
La ville dispose d'un accès terrestre, aérien et fluvial. Ses routes sont généralement inaccessibles lors de la saison des pluies. Magdalena est à une distance de 300 km de la capitale départementale, Trinidad. Son territoire est partagé entre trois classifications physiographiques : le bouclier précambrien, la vallée amazonienne et la plaine amazonienne. Le climat de la ville est tropical humide, avec des températures extrêmes allant jusqu'à 37°C. Ses fleuves appartiennent au bassin amazonien ; parmi les plus importants se trouvent l'Itonamas et le Blanco, navigables toute l'année. Dans ses eaux encore non polluées, les ressources halieutiques abondent, dont la plupart sont exploitées par les Brésiliens. Les lagons les plus importants sont Laba Ique et Mapaba ; il y a aussi des lagunes mineures et des curichis importants en période sèche.
Il existe une réserve naturelle d'immobilisation (Iténez), située à 80 % à Magdalena et à 20 % à Baures, dont le territoire a été déclaré d'intérêt national pour ses échantillons représentatifs de la richesse floristique et faunistique.